# Justyhanowo
Justyhanowo – część wsi Paežerė na Litwie, w okręgu uciańskim, w rejonie jezioroskim, w starostwie Turmont.
Dawnej folwark i zaścianek.

## Historia
W czasach zaborów w granicach Imperium Rosyjskiego.
W dwudziestoleciu międzywojennym folwark i zaścianek leżały w Polsce, w województwie nowogródzkim (od 1926 w województwie wileńskim), w powiecie brasławskim, w gminie Smołwy.
Według Powszechnego Spisu Ludności z 1921 roku zamieszkiwało tu 20 osób, wszystkie były wyznania rzymskokatolickiego. Jednocześnie 18 mieszkańców zadeklarowało polską przynależność narodową a 2 inną. Były tu 3 budynków mieszkalnych. W 1931 w zaścianku był 1 dom i 6 mieszkańców, a w folwarku również 1 dom i 8 mieszkańców.
Wierni należeli do parafii rzymskokatolickiej w Smołwach. Miejscowość podlegała pod Sąd Grodzki w m. Turmont i Okręgowy w Wilnie; właściwy urząd pocztowy mieścił się w m. Turmont.